# Epidendrum atacazoicum
Epidendrum atacazoicum är en orkidéart som beskrevs av Rudolf Schlechter. Epidendrum atacazoicum ingår i släktet Epidendrum och familjen orkidéer.
Artens utbredningsområde är Ecuador. Inga underarter finns listade i Catalogue of Life.

## Bildgalleri

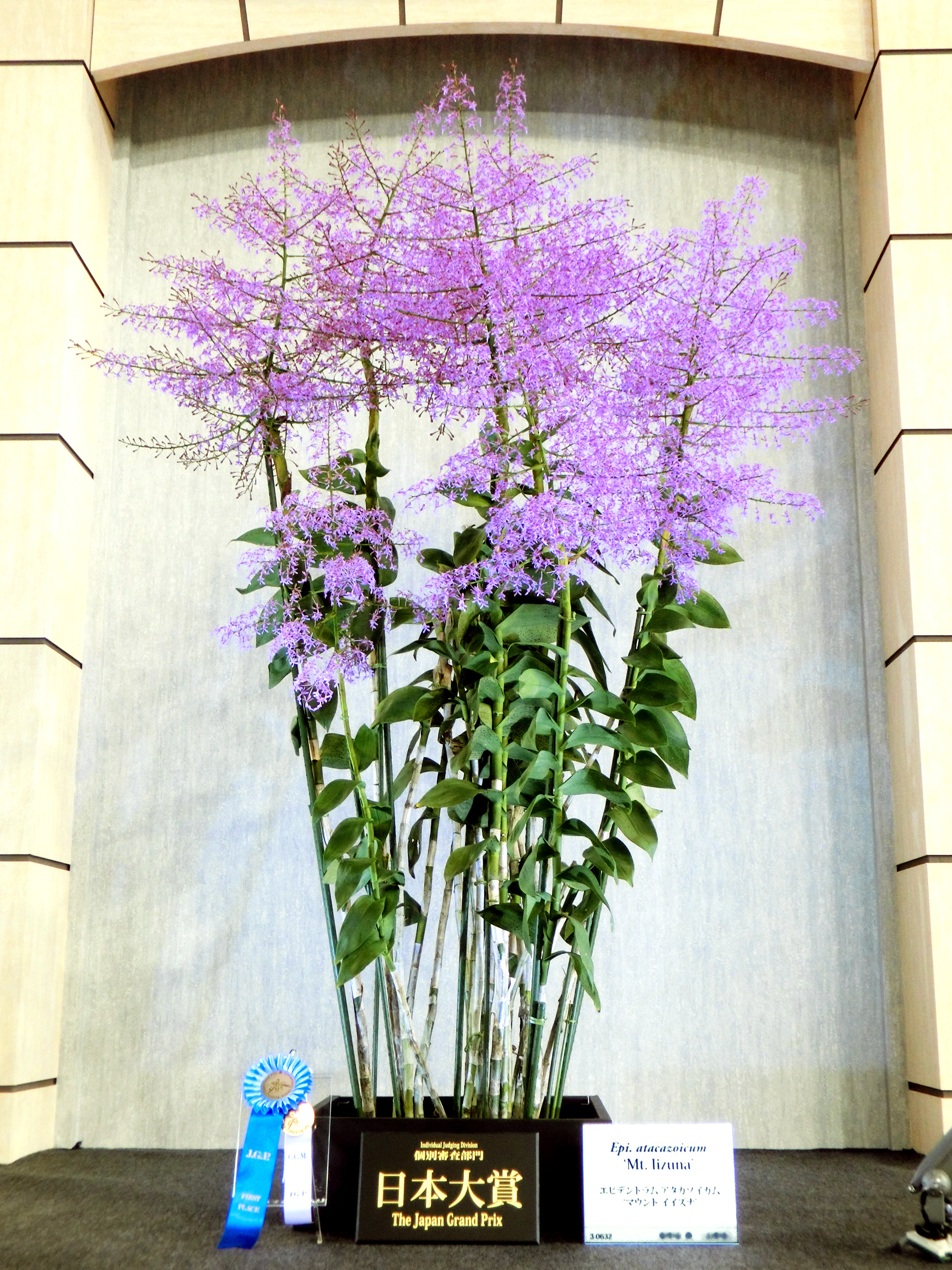